# Walkinstown

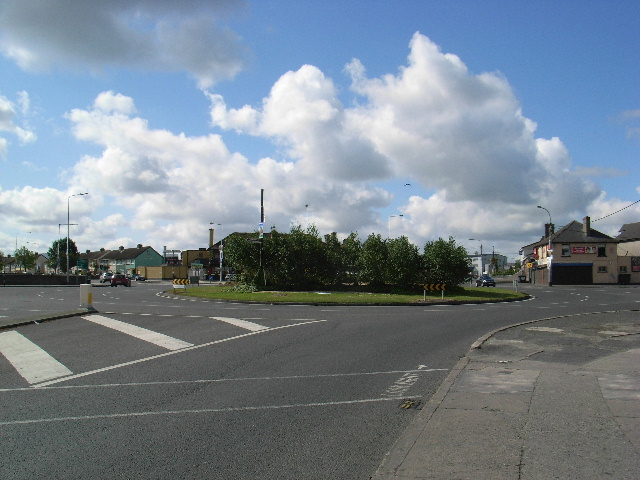
Imagen de Walkinstown.

Walkinstown (Baile Bhailcín en irlandés) es un suburbio de Dublín, en Irlanda, el cual incorpora el área de Greenhills (Na Glaschonic o Na Cnoic nGlas) y una zona de Ballymount que está dividida en tres áreas. Está situado en el lado Sur de la ciudad y es fronterizo con Crumlin, Drimnagh, Clondalkin, Tallaght y Bluebell y algunos estados más pequeños. Pertenece al código postal número 12 de Dublín.

## Nombre e historia
La zona era una granja lechera hasta que comenzaron a construir viviendas en los años 1950 y en 1970 finalizó su construcción. En esos días la mayoría de los terrenos disponibles ya se habían construido. El origen del nombre era Wilkinstown, nombrado luego de un terrateniente que vivió en el área en el siglo XV. A lo largo de los siglos el nombre se corrompió en Walkinstown.
- Datos: Q2566547
- Multimedia: Walkinstown / Q2566547